# Ліз Вол
Ліз Вол (англ. Liz Wahl; нар. 27 травня 1985) — американська журналістка.
З 2011 по 2014 була кореспондентом російської телевізійної мережі «Russia Today», спонсорованої урядом, звідки пішла зі скандалом через брехню та антиукраїнську пропаганду цим ресурсом.

## Життєпис
Вол народилася на військово-морській базі Субік-Бей на Філіппінах. Мати філіппінка, батько — американець угорського походження. Виросла в штаті Коннектикут. Ліз закінчила Феєрфілдський університет. Її бабусі та дідусі батька були біженцями з Угорщини, які втекли від радянської навали під час Угорської революції в 1956.

## Кар'єра

### RT America
Вол працювала у відділенні RT у Сполучених Штатах більше двох років.
Вона та її колега Еббі Мартін почали критикувати публікацію RT про анексію Криму Російською Федерацією в ефірі 3 березня 2014 року. 5 березня 2014 року Ліз відійшла від прописаного сценарію та відмовився від роботи на RT під час свого прямого ефіру.
В RT America відповіли, назвавши дії Ліз Вол «Нічим іншим, як трюк самореклами». Відео про відставку Вол негайно набуло вірусного характеру в Інтернеті з мільйонами переглядів на YouTube. Вона з'явилася на трьох основних американських новинних майданчиках — CNN, Fox News Channel та MSNBC, була запрошена з'явитися в The View, а також на шоу Андерсона Купера і Стівена Кольбера для додаткових інтерв'ю.
Барбара Волтерс спочатку висловила критику до Вол, сказавши, що до неї не слід ставитися як до героя, але пізніше Волтерс відмовилася від такої своєї думки і високо оцінила зусилля Вол.
Макс Блюменталь та Ранія Галек написали статтю для «Truthdig», в якій наголошували, що Ліз Вол працювала з Зовнішньополітичною ініціативою неоконсервативного аналітичного центру. Твіти, розіслані до відставки Вол з облікового запису організації, попереджали, що «щось велике може трапитися на RT приблизно через 20-25 хвилин», закликаючи глядачів налаштуватися на ефір цього телеканалу.. У липні 2014 року репортер Сара Фірт з лондонського бюро RT звільнилася з аналогічних причин, що й Вол.

### Подальша кар'єра
З 2015 року Вол є кореспондентом Newsy, де вона повідомляла про поглиблені звіти та документальні фільми про цифрову дезінформацію, іноземне втручання в демократичні вибори та підйом політичного екстремізму. Їй було запропоновано виступити на міжнародній основі і розповісти про медіаграмотність, захист демократичних виборів та створення кібер-стійкості.
У січні 2019 року Вол оголосила про бажання висувати свою кандидатуру на виборах 2020 року до Палати представників США у 23-му конгресному окрузі Техасу. Вона буде балотуватися як демократ.